# Walter Piston
Walter Hamor Piston Jr. (20. ledna 1894 Rockland, Maine – 12. listopadu 1976 Belmont, Massachusetts) byl americký hudební skladatel, teoretik a pedagog.

## Život
Walter Hamor Piston se narodil 20. ledna 1894 v Rocklandu v americkém státě Maine. Jeho dědeček, Antonio Pistone, byl italský námořník z Janova, který si po příchodu do USA změnil jméno na Anthony Piston. V roce 1905 se celá rodina přestěhovala do Bostonu.
Walter nejprve studoval na průmyslové škole v Bostonu (nyní John D. O'Bryant School of Mathematics & Science). Absolvoval v roce 1912. Vzhledem ke svému uměleckému založení pokračoval ve studiu na Massachusetts Normal Art School, které dokončil v roce 1916. Živil se hrou na klavír a na housle v tanečních orchestrech, později v orchestrech vedených Georgem Longy. Po vstupu USA do První světové války se rychle naučil hrát na saxofon a stal se členem orchestru amerického námořnictva. Postupně se pak naučil hrát na většinu dechových nástrojů.
Po skončení války byl přijat na Harvardovu univerzitu, kde studoval kontrapunkt u A. T. Davisona, kánon a fugu u Clifforda Heilmana, harmonii u Edwarda Ballantina a skladbu a hudební dějiny u Edwarda B. Hilla. Pracoval také jako asistent několika profesorů a řídil studentský orchestr. V roce 1920 se oženil se svou spolužačkou z Massachusetts College of Art, malířkou Kathryn Nason (1892–1976). Školu absolvoval s vynikajícím prospěchem (summa cum laude) a získal stipendium na další studium v zahraničí - John Knowles Paine Traveling Fellowship. Odjel do Paříže, kde v letech 1924–1926 studoval na Ecole Nationale de Musique u Nadii Boulangerové, Paula Dukase a George Enescu.
Po svém návratu do USA se stal profesorem na Harvardu a působil tam až do odchodu do důchodu v roce 1960. Mezi jeho žáky byli např. Samuel Adler a Leonard Bernstein.
Zemřel ve svém domě v Belmontu 12. listopadu 1976.

## Dílo
Piston studoval dvanáctitónovou techniku Arnolda Schoenberga a zkomponoval takto několik skladeb (např. Sonátu pro flétnu a klavír, Symfonii č. 1 nebo Chromatickou studii na jméno BACH pro varhany. Většinu svého díla však napsal klasickou harmonií.
Za své dílo obdržel řadu ocenění. Za Třetí symfonii a za Symfonii č. 7 obdržel Pulitzerovu cenu. Koncert pro violu a orchestr a Smyčcový kvartet č. 5 získal cenu americké hudební kritiky.

### Balet
- The Incredible Flutist (1938)

### Orchestrální skladby
- Symphonic Piece (1927)
- Suite (1929)
- Koncert pro orchestr (1934)
- Symfonie č. 1 (1937)
- Concertino pro klavír a orchestr (1937)
- Koncert pro housle a orchestr č. 1 (1939)
- Suita z baletu Incredible Flutist (1940)
- Sinfonietta (1941)
- Symfonie č. 2 (1943)
- Preludium a Allegro pro harfu a smyčce (1943)
- Fugue on a Victory Tune (1944)
- Variation on a Tune by Eugene Goosens (1944)
- Symfonie č. 3 (1946–47)
- Suite No. 2 (1947)
- Toccata (1948)
- Symfonie č. 4 (1950) (komponováno ke stému výročí University of Minnesota)
- Fantasie pro anglický roh, harfu a smyčce (1953)
- Symfonie č. 5 (1954)
- Symfonie č. 6 (1955) (komponováno k 75. výročí Bostonského symfonického orchestru)
- Serenata (1956)
- Koncert pro violu a orchestr (1957)
- Three New England Sketches (1959)
- Koncert pro dva klavíry a orchestr (1959)
- Symfonie č. 7 (1960)
- Koncert pro housle a orchestr č. 2 (1960)
- Symphonic Prelude (1961)
- Lincoln Center Festival Overture (1962)
- Variations on a Theme by Edward Burlingame Hill (1963)
- Capriccio pro harfu a smyčcový orchestr (1963)
- Symfonie č. 8 (1965)
- Pine Tree Fantasy (1965)
- Variatiace pro violoncello a orchestr (1966)
- Ricercare (1967)
- Koncert pro klarinet a orchestr (1967)
- Fantasie pro housle a orchestr (1970)
- Koncert pro flétnu a orchestr (1971)
- Koncert pro smyčcový kvartet, dechové a bicí nástroje (1976)

### Komorní skladby
- Three Pieces pro flétnu, klarinet a fagot (1925)
- Flétnová sonáta (1930)
- Suite pro hoboj a klavír (1931)
- Smyčcový kvartet č. 1 (1933)
- Smyčcový kvartet č. 2 (1935)
- Klavírní trio č. 1 (1935)
- Houslová sonáta (1939)
- Chromatic Study on the Name of BACH pro varhany (1940)
- Interlude pro violu a klavír (1942)
- Flétnový kvintet (1942)
- Partita pro housle, violu a varhany (1944)
- Sonatina pro housle a cembalo (1945)
- Divertimento pro devět nástrojů (1946)
- Smyčcový kvartet č. 3 (1947)
- Duo pro violu a violoncello (1949)
- Klavírní kvintet (1949)
- Smyčcový kvartet č. 4 (1951)
- Dechový kvintet (1956)
- Smyčcový kvartet č. 5 (1962)
- Klavírní kvartet (1964)
- Smyčcový sextet (1964)
- Klavírní trio č. 2 (1966)
- Souvenirs pro flétnu, violu a harfu (1967)
- Duo pro violoncello a klavír (1972)
- Three Counterpoints housle, violu a violoncello (1973)

### Klavír
- Klavírní sonáta (1926, nepublikováno)
- Passacaglia (1943)
- Improvisation (1945)
- Variation on Happy Birthday (1970)

### Sbory
- Carnival Song pro mužský sbor a žestě (1938)
- March (1940)
- Psalm and Prayer of David pro smíšený sbor a sedm nástrojů (1959)
  - "O sing unto the Lord a new song" (Žalm 96)
  - "Bow down thine ear, O Lord" (Žalm 86)

### Knihy
- Principles of Harmonic Analysis. Boston: E. C. Schirmer, 1933.
- Harmony. New York: W. W. Norton & Company, Inc., 1941. ISBN 84-8236-224-0
- Counterpoint. New York: W. W. Norton & Company, Inc., 1947.
- Orchestration. New York: Norton, 1955 ISBN 5-85285-014-4.)